# بطولة أمريكا الجنوبية لألعاب القوى للناشئين 1968
بطولة أمريكا الجنوبية لألعاب القوى للناشئين 1968 هي النسخة الـ 7 من بطولة أمريكا الجنوبية لألعاب القوى للناشئين. أقيمت في ساو باولو. شارك فيها 176 رياضياً من 8 بلدان. تصدرت الأرجنتين جدول الميداليات برصيد 26 ميدالية منها 11 ذهبية.

## جدول الميداليات
| الترتيب | منتخب      | ذهبية | فضية | برونزية | المجموع |
| ------- | ---------- | ----- | ---- | ------- | ------- |
| 1       | الأرجنتين  | 11    | 7    | 8       | 26      |
| 2       | البرازيل   | 9     | 5    | 8       | 22      |
| 3       | تشيلي      | 3     | 12   | 5       | 20      |
| 4       | كولومبيا   | 3     | 3    | 2       | 8       |
| 5       | الأوروغواي | 2     | 0    | 4       | 6       |
| 6       | الإكوادور  | 1     | 0    | 0       | 1       |
| 7       | بيرو       | 0     | 2    | 2       | 4       |